# Shinobi: Heart Under Blade
Shinobi: Heart Under Blade är en japansk film från 2005. Filmen regisserades av Shimoyama Ten.

## Handling
Kouga Gennosuke tillhör klanen Kouga och Oboro tillhör klanen Iga. De två klanerna är forna fienden men har varit i fred med varandra i flera hundra år. Klanerna har genom århundradena lyckats utveckla övermänskliga krafter. Gennosuke och Oboro, som blivit kära i varandra, måste träffas i hemlighet. När freden bryts och klanerna åter hamnar i strid mot varandra måste Gennosuke och Oboro motvilligt slåss mot varandra.

## Om filmen
Filmen är baserad på Yamada Futaros roman Kouga Ninpou Cho. Temalåten för filmen är HEAVEN av Ayumi Hamasaki.

## Rollista (i urval)
- Nakama Yukie - Oboro (Iga)
- Odagiri Jo - Kouga Gennosuke (Kouga)
- Kurotani Tomoka - Kagerou (Kouga)
- Sawajiri Erika - Hotarubi (Iga)
- Shiina Kippei - Yakushiji Tenzen (Iga)
- Masu Takeshi - Muroga Hyouma (Kouga)
- Koga Mitsuki - Chikuma Koshirou (Kouga)
- Sakaguchi Tak - Yasha-maru (Iga)